# Kanton Montargis
Kanton Montargis (francouzsky Canton de Montargis) je francouzský kanton v departementu Loiret v regionu Centre-Val de Loire. Tvoří ho pouze město Montargis.